# Hycleus brevetarsalis
Hycleus brevetarsalis is een keversoort uit de familie van oliekevers (Meloidae). De wetenschappelijke naam van de soort werd voor het eerst geldig gepubliceerd in 1960 door Zoltán Kaszab.